# Un'improbabile amicizia
Un'improbabile amicizia (The Parts You Lose) è un film del 2019 diretto da Christopher Cantwell. 
Pellicola thriller con protagonisti Aaron Paul e Danny Murphy, l'attore bambino sordo.

## Trama
Un bambino con deficit uditivo, nasconde un uomo che trova svenuto in mezzo alla neve. Era scappato dopo una rapina, dove erano morte quattro persone, ed è ricercatissimo dalla polizia.

## Produzione
L'attore Danny Murphy è realmente sordo, parla fluentemente la lingua dei segni britannica. Per interpretare il personaggio ha dovuto imparare e studiare la lingua dei segni americana.
Nel film è presente la compagnia teatrale della comunità sorda statunitense, la Deaf West Theatre.